# Jiminy Glick
Jiminy Glick is een personage gespeeld door Martin Short in de tv-serie Primetime Glick (2001-2003), de filmkomedie Jiminy Glick in Lalawood (2004), en de Broadway show Martin Short: Fame Becomes Me.
Hij is oorspronkelijk een terugkerend personage in The Martin Short Show. Toen die show stopte kreeg hij zijn eigen show genaamd PrimeTime Glick, dat 3 seizoenen bij Comedy Central uitgezonden werd. Een jaar na de stopzetting van die show werd de film Jiminy Glick in Lalawood uitgebracht, deze film flopte en werd negatief beoordeeld door recensenten.